# Lillsjön (Västra Ryds socken, Uppland)
Lillsjön är en sjö i Upplands-Bro kommun i Uppland och ingår i Norrströms huvudavrinningsområde. Sjön har en area på 0,0937 kvadratkilometer och ligger 0 meter över havet.

## Delavrinningsområde
Lillsjön ingår i det delavrinningsområde (660347-161076) som SMHI kallar för Rinner till Mälaren-Skarven. Medelhöjden är 27 meter över havet och ytan är 33,22 kvadratkilometer. Det finns inga avrinningsområden uppströms utan avrinningsområdet är högsta punkten. Fyrisån som avvattnar avrinningsområdet har biflödesordning 2, vilket innebär att vattnet flödar genom totalt 2 vattendrag innan det når havet efter 32 kilometer. Avrinningsområdet består mestadels av skog (66 procent) och jordbruk (19 procent). Avrinningsområdet har 0,29 kvadratkilometer vattenytor vilket ger det en sjöprocent på 0,9 procent. Bebyggelsen i området täcker en yta av 1,04 kvadratkilometer eller 3 procent av avrinningsområdet.